# 클럽메드
클럽메드(Club Med SAS)는 파리에 본사를 둔 프랑스의 여행 및 관광 회사로 올인클루시브 휴가를 전문으로 한다. 1950년에 설립된 이 회사는 2013년부터 중국 대기업 포순 그룹(Fosun Group)이 대부분 소유하고 있다. 클럽메드는 전 세계 휴가지에서 약 80개의 포괄적인 리조트 빌리지를 완전히 소유하거나 운영하고 있다.

## 역사

### 설립
클럽메드의 역사는 1950년 전 수상 폴로게임의 우승자였던 벨기에인 제라드 블리츠(Gérard Blitz)에 의해 시작되었다. 처음 만들어진 빌리지는 스페인의 섬 마요르카(Mallorca)였는데, 이 최초의 빌리지는 회원들이 해변가에 위치한 짚으로 만들어진 오두막에서 지내며 공동 욕실을 나눠쓰는 매우 간단하고 기본적인 형태였다. 현재는 이 빌리지가 모든 시설을 완벽하게 갖춘 현대적인 벽돌 및 오두막 형태의 건물로 발전되었다.
이 클럽의 가입비는 300 프랑이었으며, 회원은 2주간의 휴가에 15,900 프랑을 지불했다.

### 확장
클럽메드의 설립자 블리츠의 동업자였던 Gilbert Trigano의 리더쉽 아래에서 클럽메드는 1963년부터 1993년 사이의 기간동안 그 빌리지 수를 급격히 늘려가게 된다. 1956년에는 스위스의 레신(Leysin)에 스키와 각종 동계 스포츠 강습을 제공하는 윈터 빌리지를 세우게 된다. 지중해를 뜻하는 Mediterranean에서 따온 이름의 클럽메드가 1955년에는 남태평양의 타히티섬에 최초의 지중해를 벗어난 빌리지를 세웠다. 북미 시장은 캐리비안과 플로리다의 빌리지 등이 속한 "American Zone"으로 후에나 시작되었는데, 이곳에서는 클럽메드의 주 언어인 프랑스어가 아닌 영어가 주 언어가 된다.
초창기에는 주로 독신 남녀나 젊은 커플이 클럽메드를 찾았으나, 1967년 빌리지내 어린이들을 위한 '미니클럽'이 생기면서부터 가족단위 여행객이 선호하는 휴가지가 되었다.

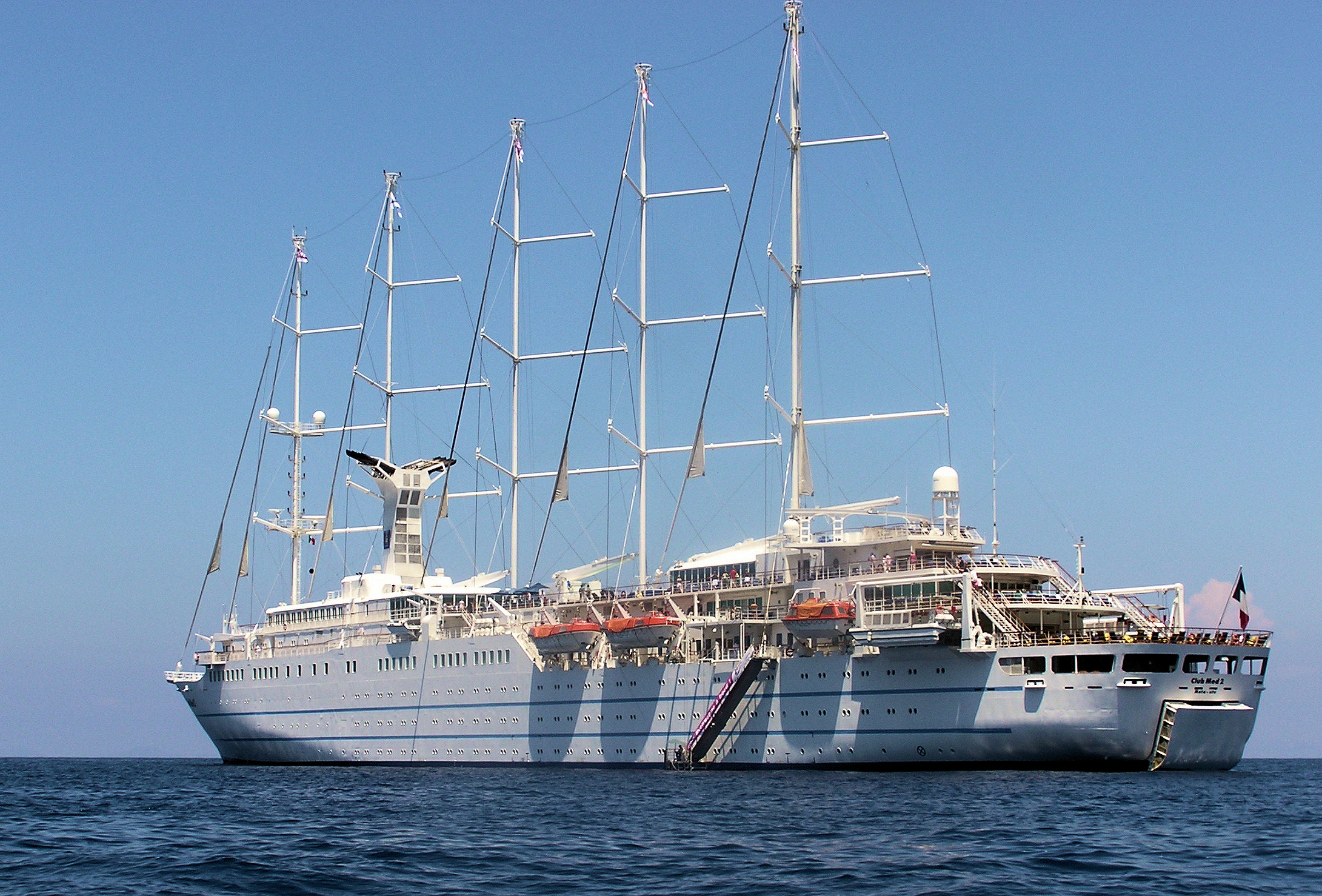
'Club Med 2'는 클럽메드가 소유한 대형 크루즈선으로, 컴퓨터로 인한 자동 운항 기술을 가지고 있다. Club Med 2는 1992년 프랑스의 Le Havre에서 첫 출항하였다.승무원 200명과 총 400명의 탑승객을 수용할 수 있으며 지중해와 캐리비안해, 그리고 대서양을 순항한다.

클럽메드는 1995년, 이윤을 추구하지 않는 회원제의 클럽에서 수익 창출을 위한 일반 회사로 재편되었다. 하지만 멤버쉽 제도는 이용객의 사용료와 멤버쉽 가입비로 여전히 유지되고 있다.

### 다각화
1960년대에는 클럽메드 컨셉을 모방한 경쟁 리조트 체인의 등장과 휴양객의 다양한 요구가 증가하면서 사업이 어려움을 맞게된다. 클럽메드의 설립에 기여한 Gilbert Trigano의 아들인 Serge Trigano가 클럽메드의 경영자가 되었으나 1997년, 전 Euro Disney의 CEO였던 Philippe Bourguignon로 교체되었다.
Bourguignon는 클럽메드를 "holiday village company"에서 "services company"로 변화시키 위한 목표를 잡고 프랑스의 피트니스 클럽 체인을 인수하게 된다. 또한 파리와 몬트리올에 Bar겸 레스토랑인 Club Med World를 오픈하고, 젊은 층을 대상으로한 클럽메드의 저가형 리조트 Oyyo를 튀니지의 Monastir에 열게된다. 그리고 앞으로 13개의 새로운 빌리지를 세우기 위한 계획을 세운다.

### 재런칭
클럽메드의 새로운 전략은 그다지 성공적이지 못했고, 또한 미국에서 벌어진 9/11 테러의 영향으로 사업이 악화되었다. 2002년에 Henri Giscard d'Estaing이 새로운 CEO에 오르면서 클럽메드는 "holiday villages" 컨셉으로의 전환과 함께 고급 휴가객을 주 대상으로 삼는 전략을 세운다. Oyyo와 몬트리올의 Club Med World, 그리고 주로 북미에 위치한 빌리지와 기본적인 시설만을 갖추고 있던 빌리지들의 사업을 정리하게 되고, 클럽메드는 2005년에 흑자로 전환한다.
2004년, 세계적 호텔그룹 Accor가 클럽메드의 대주주가 되지만 2006년, 클럽메드가 너무 핵심 사업에만 치중한다는 판단을 내리고는 대부분의 주식을 처분한다. 2001년부터 클럽메드는 고급휴양과 가족 지향적 리조트라는 브랜드 이미지 쇄신에 집중하였던 것이다.
2006과 2007년, 클럽메드와 협력사들은 5억3천만 달러에 달하는 예산을 그룹 개혁에 쏟아붓는다. 2006년에는 5개의 리조트를 폐장하고, 멕시코 칸쿤 리조트 등 7개의 리조트를 업그레이드하여 재오픈하거나 재오픈 계획을 세웠다. 프랑스 밖 지역에서 가장 오래된 빌리지 중의 하나인 발리 빌리지는 천5백만달러 규모의, 그리고 역시 가장 오래된 클럽메드 빌리지 중의 하나인 리아빈탄 빌리지는 천만달러 규모의 대규모 리모델링을 하게 된다.
2008년에 클럽메드는 전 세계 24개국에서 2천5백만 유로를 투자한 새로운 캠페인 “Where Happiness Means the World.”을 진행한다.
2015년, 중국 대기업인 푸싱기업에 인수되었다.
참고기사 https://kr.theepochtimes.com/%EC%99%B8%EA%B5%AD%EC%9C%BC%EB%A1%9C-%EC%A4%91%EC%8B%AC%EC%B6%95-%EC%98%AE%EA%B8%B0%EB%8A%94-%E4%B8%AD-%ED%91%B8%EC%8B%B1%EA%B7%B8%EB%A3%B9_394025.html

## 서비스

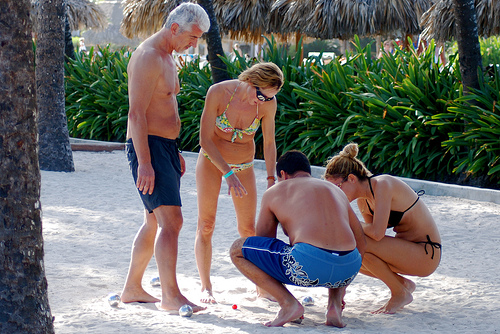
휴양객들이 클럽메드의 한 빌리지에서 페탕크를 즐기고 있다.

각 빌리지는 하나의 패키지에 숙박과 식사, 시설 이용, 스포츠 활동, 게임, 쇼 등 모든 서비스를 제공한다. 주류는 지급되는 구슬이나 티켓을 이용해서 구매해야한다. 하지만 최근에는 많은 빌리지가 주류와 스낵까지 포함한 올 인클루시브 패키지를 제공한다.

## 스태프
클럽메드의 직원은 "Gentil organisateur"의 약자인 "G.O."로 불리며 고객은 "Gentil membre"의 약자인 "G.M."으로 불린다. 리조트는 "빌리지"로 통하며, 각 빌리지의 매니져는 "빌리지 촌장(Chef de village)"으로 불린다.
클럽메드의 특징 중 하나는 G.O.들이 매일 낮과 밤으로 G.M.과 함께 게임과 활동, 식사, 파티 등 모든 프로그램을 함께 한다는 것이다. G.O.와 G.M.들이 함께 즐기는 야외 뷔페 식사와 스포츠 경기, 그리고 저녁에 펼쳐지는 쇼에 참여하는 모든 것이 클럽메드에서의 휴가 중에 즐길 수 있는 경험이다.
독특한 프로그램으로는 낮과 밤에 걸쳐 일정 시간 간격으로 열리는 단체 댄스와 "크레이지 사인"이 있다. 각 음악에 대한 댄스는 모든 클럽메드에 걸쳐 똑같으며 매 해 새로운 노래에 대한 댄스가 나온다. 저녁의 쇼에서는 꽤 복잡한 안무가 나오지만 역시 정해져 있는 댄스이며 새로운 스텝을 가미하기도 한다. 빌리지 내 모든 포지션의 G.O.가 이 쇼와 "크레이지 사인"에 참여하여 G.M.들의 참여를 이끈다.
G.O.는 겨울과 여름 시즌에 새로운 채용과 함께 빌리지와 포지션 재배치가 이루어진다. G.O의 근무기간은 주로 1년 단위로 계약을 하며 일부 빌리지는 6개월이다. 그리고 빌리지 유지 및 보수와 요리등의 "Gentil employé"의 약자인 "G.E."에 의해 이루어진다.
G.O.역시 빌리지 내에 거주한다.